# 第5空母航空団 (アメリカ海軍)
第5空母航空団（だい5くうぼこうくうだん、英語: Carrier Air Wing Five, CVW-5）は、アメリカ海軍の空母航空団の一つ。地上基地は、日本の神奈川県にあるアメリカ海軍厚木航空施設（回転翼飛行隊）と山口県の岩国航空基地（固定翼飛行隊）。搭載航空母艦は「ジョージ・ワシントン」。
空母航空団の中で唯一アメリカ合衆国本土以外に展開している。

## 概要
艦隊航空戦力として、空母打撃群の主兵力となっている。混成航空部隊であり、戦闘攻撃機、電子戦機、早期警戒機、哨戒ヘリコプターなどで構成される。
テールコードはNF。

## 部隊史
第二次世界大戦中の1943年2月15日に創設され、太平洋戦争で活躍した。戦後は朝鮮戦争、ベトナム戦争に参加、1973年10月5日航空母艦「ミッドウェイ」の横須賀基地配備に伴い、本拠地を厚木航空基地に移し展開する。
1991年1月の湾岸戦争に参加、2001年10月のアフガニスタン空爆作戦時は特殊部隊支援の形で参加した。
搭載空母は「ミッドウェイ」、「インディペンデンス」、「キティホーク」、「ジョージ・ワシントン」、「ロナルド・レーガン」、2024年から再度「ジョージ・ワシントン」となり現在に至る。

## 沿革
- 1943年2月15日 - 創設。
- 1973年10月5日 - 空母「ミッドウェイ」横須賀基地配備に伴い、厚木航空基地に展開。
- 1980年 3月 - VAQ-136、配備[注釈 2]。
- 1986年
  - 4月 - VF-161、VF-151、VA-93、VA-56、帰国[注釈 3]。
  - 10月 - VFA-151、VFA-192、VFA-195、VA-185、配備[注釈 4]。
- 1991年
  - 8月 - VFA-151、VA-185、帰国。
  - 9月 - 搭載空母「インディペンデンス」に替わる。
  - 9月 - VF-154、VF-21、VS-21、配備。
- 1995年12月 - VF-21、帰国。[注釈 5]。
- 1996年6月 - VA-115、帰国。VFA-27、配備。
- 1998年8月 - 搭載空母「キティホーク」に替わる。
- 2003年
  - 9月 - VF-154、帰国。
  - 11月 - VFA-102、配備。
- 2004年11月 - VS-21、帰国。
- 2008年8月 - 搭載空母「ジョージ・ワシントン」に替わる。
- 2009年12月 - VFA-192、帰国。VFA-115、配備。
- 2012年
  - 2月 - VAQ-136、帰国。
  - 3月 - VAQ-141、配備。
- 2015年10月 - 搭載空母「ロナルド・レーガン」に替わる。
- 2017年
  - 2月2日 - VAW-115、帰国。VAW-125、配備。運用機材がE-2CからE-2Dに転換。厚木航空基地から岩国航空基地へ移駐開始[1]。
  - 2月15日 VFA-102が岩国基地に向け厚木基地から離陸した。
  - 11月28日 - VFA-115、VFA-195、VAQ-141が厚木航空基地から岩国航空基地へ移駐[2]。
- 2018年3月30日 - VFA-27、VRC-30が厚木航空基地から岩国航空基地へ移駐完了[3]。
  - 2024年7月 - VFA-115が帰国しVFA-147が前方展開することが決定した。同時にVRC-30 Det.5と交代でVRM-30 Det FDNFも展開することが公表された。

## 構成飛行隊
| 飛行隊名                                                          | 愛称                                    | 使用機種       |
| ----------------------------------------------------------------- | --------------------------------------- | -------------- |
| 第27戦闘攻撃飛行隊 (en:VFA-27)（VFA-27）                          | ロイヤル・メイセス Royal Maces          | F/A-18E Block2 |
| 第102戦闘攻撃飛行隊 (en:VFA-102)（VFA-102）                       | ダイアモンドバックス Diamondbacks       | F/A-18F Block2 |
| 第147戦闘攻撃飛行隊 (en:VFA-147)（VFA-147）                       | アルゴノーツ Argonauts                  | F-35C          |
| 第195戦闘攻撃飛行隊 (en:VFA-195)（VFA-195）                       | ダムバスターズ Dambusters               | F/A-18E Block2 |
| 第141電子攻撃飛行隊 (en:VAQ-141)（VAQ-141）                       | シャドー・ホークス Shadow Hawks         | EA-18G         |
| 第125艦上空中早期警戒飛行隊 (en:VAW-125)（VAW-125）               | タイガーテイルズ Tigertails             | E-2D           |
| 第12ヘリコプター海上戦闘飛行隊（HSC-12）                          | ゴールデン・ファルコンズ Golden Falcons | MH-60S         |
| 第77ヘリコプター海洋打撃飛行隊（HSM-77）                          | セイバー・ホークス Saber Hawks          | MH-60R         |
| 第30艦隊兵站多任務飛行隊前方展開海軍戦力分遣隊（VRM-30 Det.FDNF） | タイタンズ Titans                       | CMV-22B        |

※厚木海軍航空施設所在の第51ヘリコプター海洋打撃飛行隊（HSM-51）「ウォーローズWarlords」はMH-60Rを分遣隊（Det）単位で艦へ派遣している。

## 過去に所属していた部隊
| 飛行隊名                                            | 通称名                                                                 | 使用機種       | 在籍期間       |
| --------------------------------------------------- | ---------------------------------------------------------------------- | -------------- | -------------- |
| 第161戦闘飛行隊 (en:VFA-161)                        | 『チャージャース Chargers』                                            | F-4            | 1973年～1986年 |
| 第93攻撃飛行隊 (en:VA-93)                           | 『ブルーブレイザーズ Blue Blazers (1976年、レイヴンズ Ravens に改名)』 | A-7            | 1973年～1986年 |
| 第56攻撃飛行隊 (en:VA-56)                           | 『チャンピオンズ Champions』                                           | A-7            | 1973年～1986年 |
| 第151戦闘攻撃飛行隊 (en:VFA-151)                    | 『ヴィジランティーズ Vigilantes』                                      | F-4・F/A-18    | 1973年～1991年 |
| 第115戦闘攻撃飛行隊 (en:VFA-115)                    | 『イーグルス Eagles』                                                  | F/A-18E Block2 | 2009年～2024年 |
| 第185攻撃飛行隊 (en:VA-185)                         | 『ナイトホークス Nighthawks』                                          | A-6            | 1986年～1991年 |
| 第21戦闘飛行隊 (en:VF-21)                           | 『フリーランサーズ Freelancers』                                       | F-14           | 1991年～1996年 |
| 第154戦闘飛行隊 (en:VFA-154)                        | 『ブラックナイツ Black Knights』                                       | F-14           | 1991年～2003年 |
| 第21対潜攻撃飛行隊改め第21海上制圧飛行隊 (en:VS-21) | 『ファイティング レッドテイルズ Fighting Redtails』                    | S-3            | 1991年～2004年 |
| 第192戦闘攻撃飛行隊 (en:VFA-192)                    | 『ゴールデン ドラゴンズ Golden Dragons』                               | F/A-18         | 1986年～2009年 |
| 第63写真偵察飛行隊・第3分遣隊（en:VFP-63 Det.3）    | 『アイズ オブ ザ フリート Eyes of the Fleet』                          | RF-8G          | 1973年～1974年 |
| 第136電子攻撃飛行隊 (en:VAQ-136)                    | 『ガントレッツ Gauntlets』                                             | EA-6B          | 1980年～2012年 |
| 第1支援ヘリコプター飛行隊・第2分遣隊(en:HC-1 Det.2) | 『パシフィック フリート エンジェルズ Pacific Fleet Angels』            | SH-3G          | 1973年～1984年 |
| 第12対潜ヘリコプター飛行隊 (en:HS-12)               | 『ワイヴァーンズ Wyverns』                                             | SH-3H          | 1984年～1994年 |
| 第14対潜ヘリコプター飛行隊 (en:HS-14)               | 『チャージャース Chargers』                                            | SH-60F・HH-60H | 1994年～2013年 |
| 第115早期警戒飛行隊 (en:VAW-115)                    | 『リバティ ベルズ Liberty Bells』                                      | E-2C           | 1973年～2017年 |